# Jurang Jaler
Jurang Jaler is een bestuurslaag in het regentschap Centraal-Lombok van de provincie West-Nusa Tenggara, Indonesië. Jurang Jaler telt 5914 inwoners (volkstelling 2010).